# Pak Pong-ju
Pak Pong-ju (* 10. April 1939 in Sŏngjin, damaliges Japanisches Kaiserreich, heutiges Nordkorea) ist ein nordkoreanischer Politiker und Wirtschaftsfunktionär. Er amtierte von 2004 bis 2007 und erneut von 2013 bis 2019 als Regierungschef von Nordkorea.

## Leben
Pak wurde 1962 Direktor des Lebensmittelwerks in Ryongchŏn (Provinz P’yŏngan-pukto). Im Oktober 1980 wurde er Kandidat des Zentralkomitees der Partei der Arbeit Koreas (PdAK). Ab Mai 1983 war er Vizevorsitzender des PdAK-Ausschusses für Leichtindustrie und ab März 1994 Vizevorsitzender des Ausschusses für die Überwachung der Wirtschaftspolitik. Im selben Jahr nahm er an den Vorbereitungen der Trauerfeierlichkeiten für den verstorbenen Staatspräsidenten Kim Il-sung teil. Unter den 273 offiziell mit dieser Aufgabe betrauten Personen nahm er Rang 188 ein, was darauf hindeutet, dass Pak zu dieser Zeit in der Führungselite Nordkoreas eine eher untergeordnete Stellung einnahm. Trotzdem wurde er im September 1998 unter Ministerpräsident Hong Sŏng-nam zum Minister für chemische Industrie ernannt. Seit dem 3. September 2003 war er selbst Ministerpräsident von Nordkorea. Die Oberste Volksversammlung setzte ihn am 11. April 2007 ab und wählte Verkehrsminister Kim Yong-il als Nachfolger. Der Absetzung Pak Pong-jus soll ein Konflikt über die Wirtschaftspolitik vorangegangen sein. Der von Pak Pong-ju verfolgte Kurs soll dabei als zu marktwirtschaftlich bzw. kapitalistisch in der Kritik gestanden haben. Während seiner Zeit als Regierungschef begleitete Pak Pong-ju den nordkoreanischen Machthaber Kim Jong-il auf Reisen durch Nordkorea und in die Volksrepublik China.
Am 1. April 2013 wurde er während der siebenten Sitzung der 12. Obersten Volksversammlung erneut zum Vorsitzenden des Ministerrats ernannt und legte vor dem Parlament den Amtseid ab. Die Ernennung des engen Vertrauten von Kim Jong-uns Tante Kim Kyŏng-hŭi wird als Schritt gedeutet, die Macht der Kims nach dem Tod von Kim Jong-il weiter zu festigen.